# Karl Wunderlin
Karl Wunderlin (?, 1898. június 1. – ?, 1980. február 6.) svájci nemzetközi labdarúgó-játékvezető.

## Pályafutása

### Nemzeti kupamérkőzések
Vezetett Kupa-döntők száma: 1.

#### Svájci Kupa
| Időpont           | Helyszín                   | Mérkőzés típusa | Mérkőzés                  | Eredmény | Nézők száma |
| ----------------- | -------------------------- | --------------- | ------------------------- | -------- | ----------- |
| 1936. április 13. | Förrlibuck Stadion, Zürich | döntő           | Young Fellows–Servette FC | 2 : 0    | 8 000       |

### Nemzetközi játékvezetés
A Svájci labdarúgó-szövetség Játékvezető Bizottsága (JB) 1933-ban terjesztette fel nemzetközi játékvezetőnek, a Nemzetközi Labdarúgó-szövetség (FIFA) bíróinak keretébe. Több nemzetek közötti válogatott és klubmérkőzést vezetett vagy működő társának partbíróként segített. Az aktív nemzetközi játékvezetéstől 1939-ben  búcsúzott. Válogatott mérkőzéseinek száma: 4.

#### Északi Kupa
| Időpont          | Helyszín                  | Mérkőzés típusa | Mérkőzés         | Eredmény | Nézők száma |
| ---------------- | ------------------------- | --------------- | ---------------- | -------- | ----------- |
| 1933. június 18. | Városi Stadion, Stockholm | csoportmérkőzés | Svédország–Dánia | 2 : 3    | 20 297      |

#### Nemzetközi kupamérkőzések

##### Közép-európai Kupa
| Időpont          | Helyszín             | Mérkőzés típusa            | Mérkőzés                         | Eredmény | Nézők száma |
| ---------------- | -------------------- | -------------------------- | -------------------------------- | -------- | ----------- |
| 1936. június 28. | Práter Stadion, Bécs | első forduló (2. mérkőzés) | First Vienna FC 1894–Hungária FC | 5 : 1    | 32 000      |

## Magyar vonatkozás
| Időpont         | Helyszín             | Mérkőzés típusa          | Mérkőzés              | Eredmény | Nézők száma |
| --------------- | -------------------- | ------------------------ | --------------------- | -------- | ----------- |
| 1935. október 6 | Prater Stadion, Bécs | 185. válogatott mérkőzés | Ausztria–Magyarország | 4 : 4    | 40 000      |

## Külső hivatkozások
- Karl Wunderlin. World Referee. (Hozzáférés: 2012. augusztus 9.)[halott link]
- Karl Wunderlin. footballdatabase.eu. (Hozzáférés: 2012. augusztus 9.)
- Karl Wunderlin. eu-football.info. (Hozzáférés: 2012. augusztus 9.)

| Elődje: Rudolphe Wittwer | Svájci-kupadöntő 1935–1936 | Utódja: Rudolphe Wittwer |